# رام جون هولدر
رام جون هولدر (بالإنجليزية: Ram John Holder)‏ هو ممثل بريطاني، ولد في 1934.

## وصلات خارجية
- رام جون هولدر على موقع IMDb (الإنجليزية)
- رام جون هولدر على موقع ميوزك برينز (الإنجليزية)
- رام جون هولدر على موقع قاعدة بيانات الفيلم (الإنجليزية)